# 中區 (臺南市)
中區是一個1945年至2003年間存在於臺南市的行政區，為了精簡行政而與西區合併，合併後改稱中西區。

## 地理位置
中區的形狀大致上為矩形，東以北門路及大同路與東區為界，北以成功路與北區為界，南以西門路及健康路與南區為界，西則以西門路與西區為界。

## 沿革
中區始自臺灣日治時期末期，二次大戰期間臺南市被劃成東、西、南、北、中、安平、青濱、真濱八個管制區。其中中區由稍早的明治區、大正區、清水區、開山區、本區、末廣區等七區組成，為過去的明治、北門、大正、花園、清水、高砂、壽、開山、幸、綠、本、臺、白金、末廣、錦、大宮等十六個町。這十六個町大多位於民國時期的中區，只有明治、北門町的大部分與花園、壽町的小部分屬於北區與東區。
二次大戰後先僅將八個管制區改為自治區，並於1945年12月14日成立臺南市政府，隔年（1946年）1月7日臺南市確立為省轄市，並調整各區，形成安南、安平、東、西、南、北、中七個區，當時的中區共有34個里，且以今之北門路、西門路、府前路、成功路為界。
1953年中區將萬壽里一部分與廣慈里（北門路、民族路、公園路、成功路圍成的街區，今分屬公正里與赤崁里）劃給北區，同時裁併圖書、思賢、紗帽、長庚、更生五里永慶、慈蔭、保西、鎮中、萬鍾五里，共轄33里。此後中區的輪廓維持到1982年，但內部仍有調整，1982年轄區調整，東以北門路及大同路與東區為界，北以成功路與北區為界，南以西門路及健康路與南區為界，西則以西門路與西區為界，轄里數改為34里。

## 教育

### 大專院校
- 國立臺南師範學院（改制國立臺南大學）
- 國立臺南護理專科學校

### 高級中等學校
- 國立臺南女子高級中學
- 國立臺南家齊女子高級中學（改名國立臺南家齊高級中等學校）
- 臺南市私立南英高級商工職業學校

### 國民中學
- 臺南市立建興國民中學
- 臺南市立中山國民中學

### 國民小學
- 國立臺南師範學院附設實驗國民小學（改制國立臺南大學附設實驗國民小學）
- 臺南市中區忠義國民小學
- 臺南市中區永福國民小學
- 臺南市中區成功國民小學
- 臺南市中區進學國民小學

### 特殊教育
- 國立臺南啟聰學校

## 著名人物
- 陳葦綾：舉重國手，2008年北京奧運女子舉重48公斤級金牌